# Portobelo (Panama)
Portobelo est un port du district de Portobelo dans la province de Colón au Panama.

## Situation
Situé sur la partie septentrionale de l'isthme de Panama, la ville était une des plus importantes d'Amérique durant l'époque coloniale et le port d'où partait la majorité des richesses que l'Espagne embarquait vers l'Europe.
Portobelo est situé à une cinquantaine de kilomètres de Colón, la deuxième ville du Panama et non loin de l'actuel canal de Panama.

## Fondation
La baie de Portobelo a été découverte par Christophe Colomb au cours de son quatrième voyage, le 2 novembre 1502. Séduit par la beauté et la tranquillité des lieux, il l'a baptisé du nom de « beau port » (portobelo).
La ville de Portobelo a été fondée le 20 mars 1597 par Francisco Velarde et Marché, sous le nom de San Felipe de Portobelo en l'honneur de Philippe II d'Espagne.

## Histoire
Du XVIe au XVIIIe siècle, Portobelo est l'un des principaux ports pour l'exportation de l'argent de Nouvelle Grenade, et un des ports de départ de la Flotte des Indes. L'or, en provenance du Pérou, était transporté à dos de mulet à travers le Camino Real et par des petites embarcations sur le Río Chagres, jusqu'à arriver à Portobelo, où il était embarqué vers l'Espagne. La ville de Portobelo était également célèbre par ses foires, lesquelles duraient jusqu'à quarante jours. La première s'est tenue en 1606.
Étant donné l'accumulation de marchandises et de métaux précieux, Portobelo a très vite fait l'objet de tentatives de pillage et été fortifiée en conséquence.

Le pirate Francis Drake est mort de fièvre dans la baie de Portobelo en 1596, où on suppose qu'il est enterré[réf. nécessaire].
 
En 1601, la ville est pillée par le corsaire William Parker . 

En 1668, Henry Morgan à la tête de 450 corsaires la pille pendant 14 jours, durant lesquels on rapporte de nombreux cas de viols, de tortures et de meurtres. 

Après sa capture le 21 novembre 1739 par l'amiral anglais Edward Vernon, lors de la guerre de l'oreille de Jenkins, il est décidé de réorganiser le commerce et de passer de quelques flottes composées de beaucoup de bateaux lourdement chargés et répartis en quelques ports à un système impliquant de nombreuses flottes plus limitées dans des ports plus nombreux.
En outre, on a commencé à utiliser des routes commerciales passant par les Philippines, le cap Horn et l'Afrique. L'économie de Portobelo s'en est ressentie, périclitant jusqu'à la construction du canal de Panama.
Aujourd'hui, Portobelo ne compte guère plus de 3 000 habitants mais compte toujours un port naturel en eau profonde.

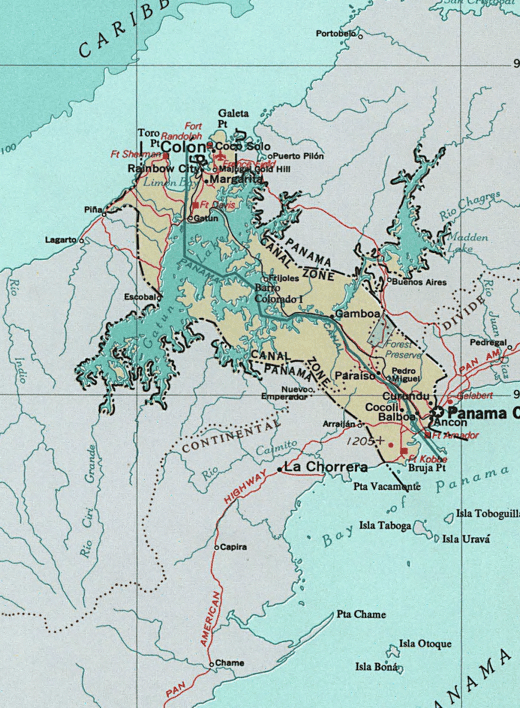
Carte du canal de Panama : Portobelo est situé en haut à droite
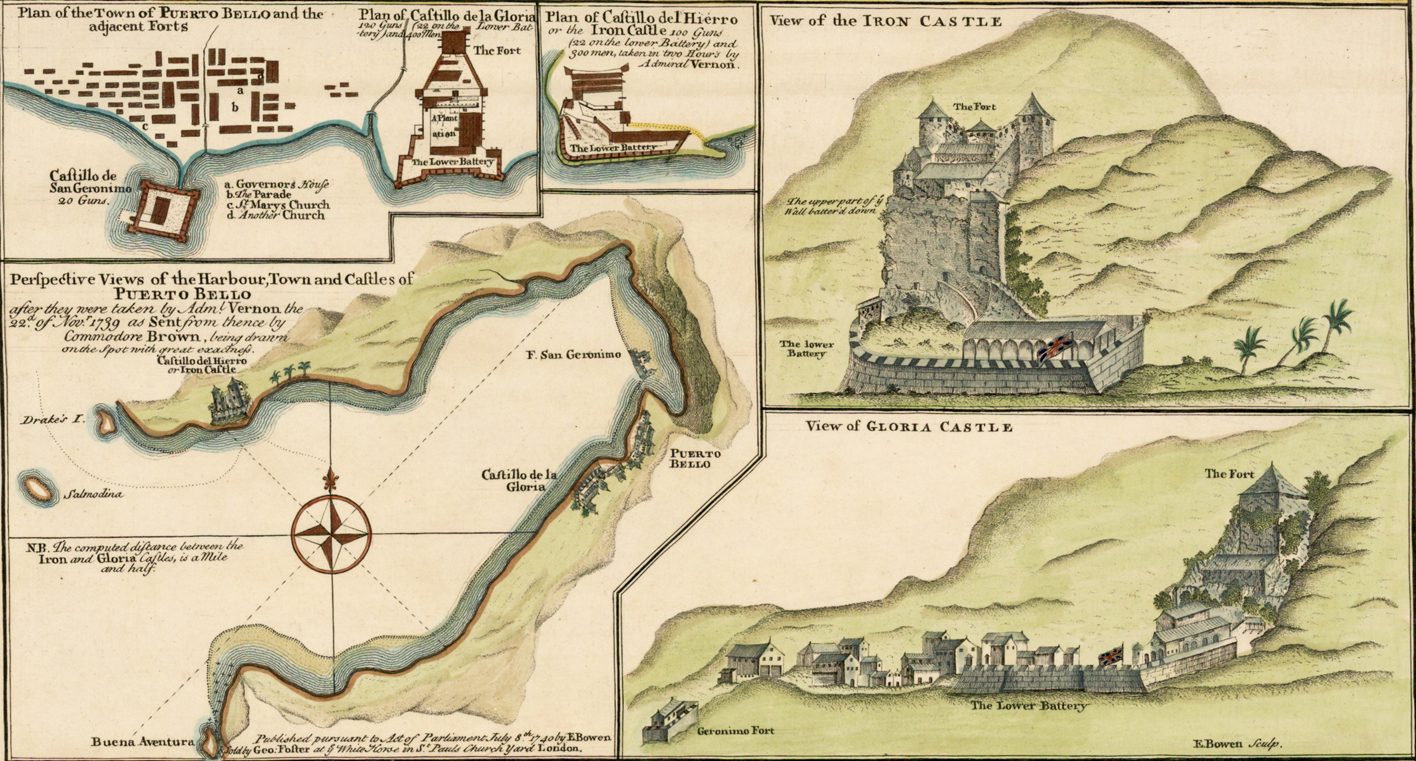
Carte de Portobelo au XVIIIe siècle

## Patrimoine classé
En 1976, la loi 91 a défini comme patrimoine historique de la ville les secteurs regroupant :
- l'ancienne ville de Portobelo ;
- les ruines du fort Santiago de la Gloire ;
- le fort San Felipe ;
- la forte Batterie de San Hieronymite ;
- la forte Batterie et la Maison Forte Santiago ;
- les batteries Haute et basse et la Maison Forte de San Fernando ;
- les ruines de la forte Tranchée Santiago primitif ;
- la batterie Buenaventura ;
- les ruines du fort Farnesio ;
- de la Tranchée de la Maison de la Poudre ;
- la Douane ;
- les fortifications de l'enceinte murée appelée San Cristóbal ;
- ainsi que d'autres ruines qui existe à l'intérieur et dans des alentours de la ville.

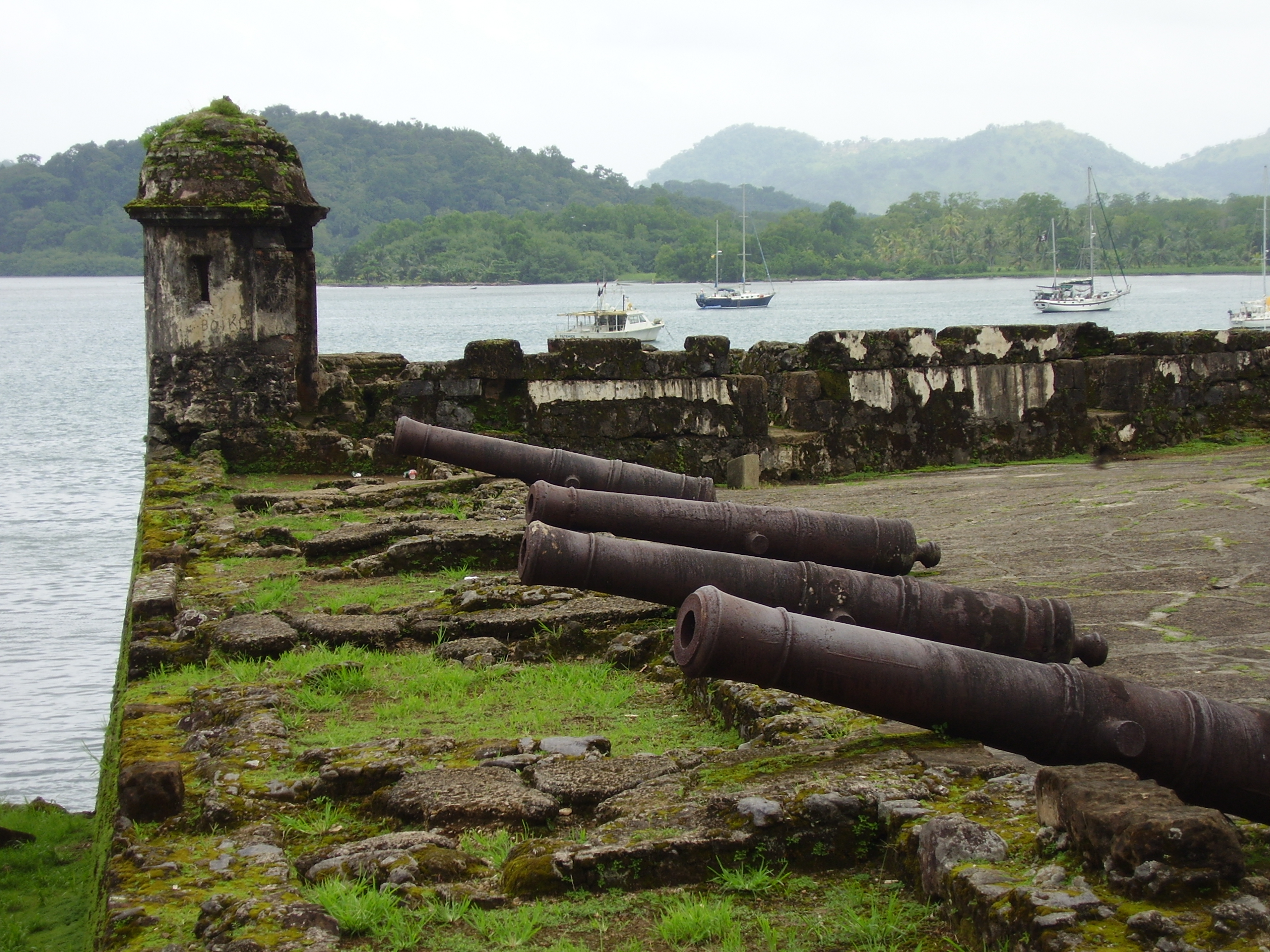
batterie du fort de Santiago de la Gloria
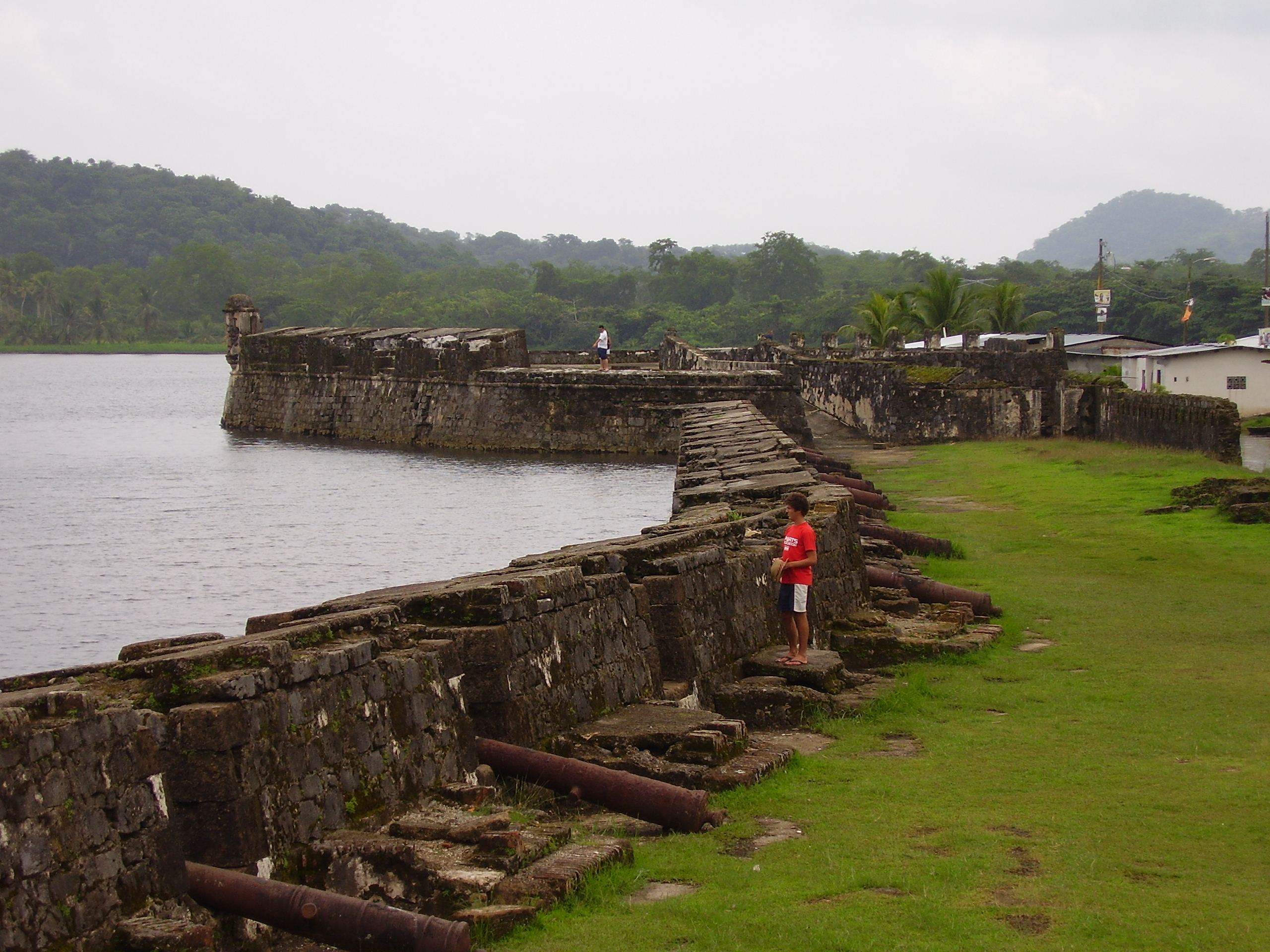
fort San Jerónimo
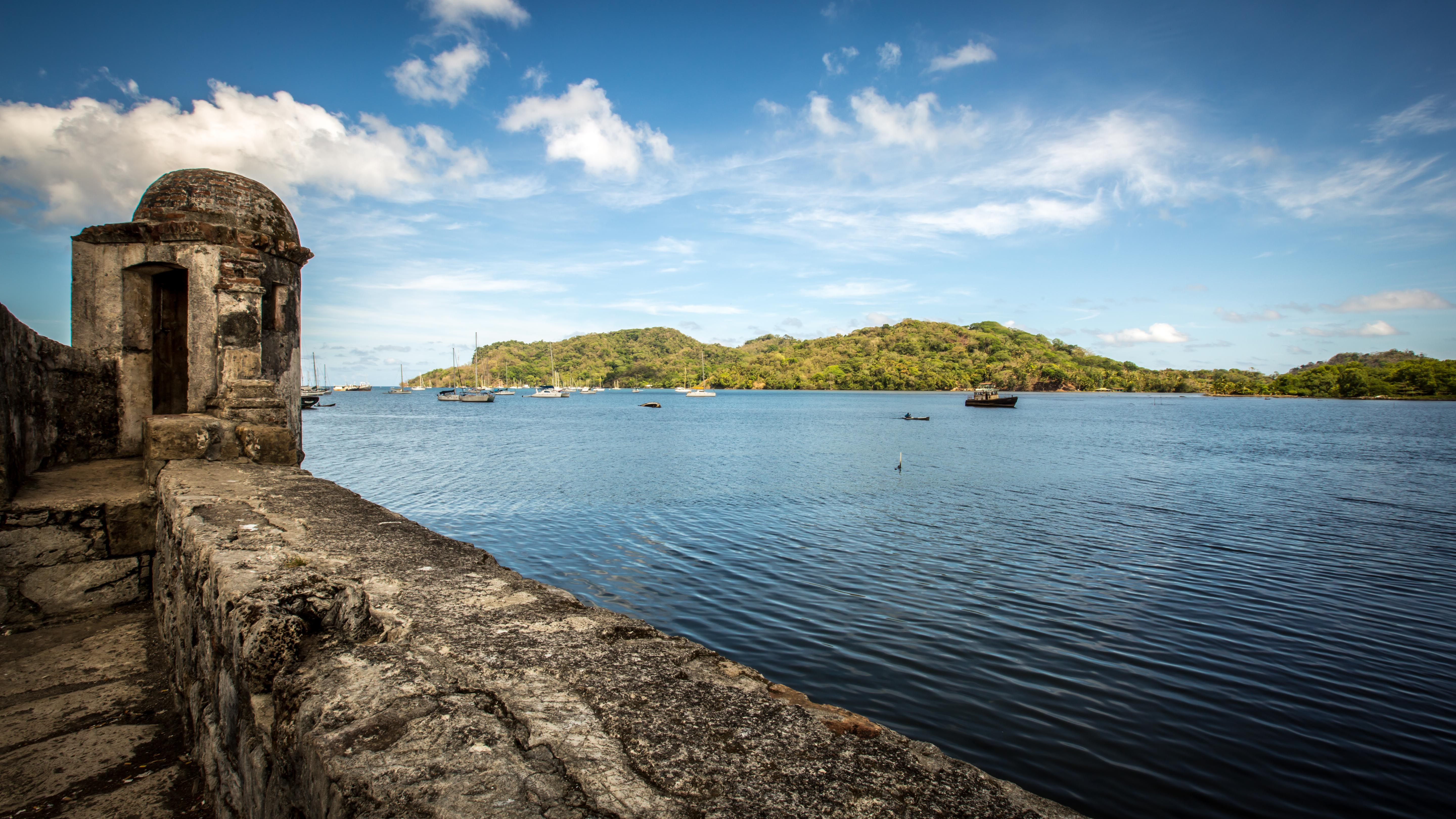
Fort San Jerónimo

En 1980, les ruines des fortifications ont été classées au patrimoine mondial de l'humanité par l'UNESCO au sein de l'ensemble dit des « Fortifications de la côte caraïbe du Panama : Portobelo, San Lorenzo ».

## Aujourd'hui
Le village héberge des dizaines de voiliers au mouillage et possède un bureau d'immigration. Les voyageurs peuvent trouver des embarcations maritimes pour se rendre en Colombie dont les prix varient de 160$ (avec le taxiboat Naturalstour) à 550$ (place sur un voilier particulier, nourris/logés).

## Dans la culture populaire
- Les Mystérieuses Cités d'or : le documentaire du 7e épisode (Le secret du Solaris) présente la ville.
- Assassin's creed 4 black flag

Carte présente dans le mode multi joueurs